# نیکولاس مندس
نیکولاس مندس (اسپانیایی: Nicolás Méndez‎؛ زادهٔ ۲ نوامبر ۱۹۹۲) بازیکن والیبال اهل آرژانتین است.